# Vilhelm Törsleff
Vilhelm Törsleff, född 26 november 1906 i Stockholm, död 18 januari 1998 i Stockholm, var en svensk seglare.
Han seglade för KSSS. Han blev olympisk bronsmedaljör i Amsterdam 1928.